# Nikolai Totleben

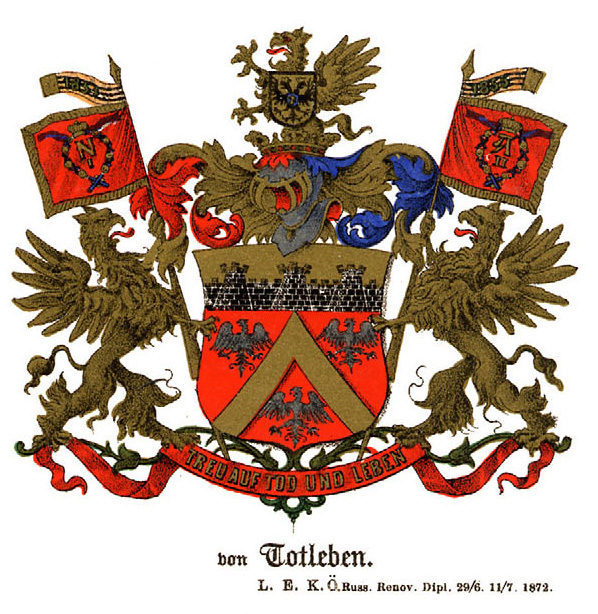
Familienwappen der Grafen Totleben

Graf Nikolai Georg Eduard Totleben (Тотлебен Николай Эдуардович; * 11. Februar 1874 in Sankt Petersburg; † 4. Februar 1945 in Halle a.d. Saale) war ein deutsch-baltischer Adelsmann, russischer Graf und Generalmajor der Kaiserlich-Russischen  Armee.

## Herkunft und Familie
Graf N. E. Totleben stammte aus dem gräflichen Adelsgeschlecht Totleben. Er war der Sohn des Generalingenieurs Franz Eduard Graf Totleben (1818–1884), der 1879 in den russischen Grafenstand erhoben worden war, und der Elise von Hauff (1833–1907). Nikolai Totleben heiratete Olga von Gauger (1878–1976), sie hatten vier Töchter, mit ihm starb die männliche Linie des Grafengeschlechts aus.

## Leben
Seine militärische Laufbahn begann 1891 mit der Ausbildung im 2. Kadettenkorps. Am 4. August 1892 wurde er zum Offiziersanwärter befördert und diente in einem Grenadier-Bataillon. Mit der Beförderung zum Unterleutnant  im Jahre 1894 wechselte er zur Leibgarde eines Sappeur-Bataillons. 1898 wurde er zum Leutnant und 1901 zum Hauptmann befördert. In diesem Dienstgrad war er Bataillonsadjutant. 1905 wurde er Kompaniechef und 1913 zum Oberst befördert. Somit wurde er als stellvertretender Bataillonskommandeur des 26. Sappeur-Bataillons eingesetzt. 1914 übernahm er das Kommando über das 26. Sappeur-Bataillon. Er wurde 1917 aus der Kaiserlich-Russischen Armee, mit allen Ehren, als Generalmajor entlassen.

## Auszeichnungen

### Russische Ordensverleihungen
- 1904: Sankt-Stanislaus-Orden, 3. Klasse
- 1906: Russischer Orden der Heiligen Anna, 3. Klasse
- 1909: Sankt-Stanislaus-Orden, 2. Klasse
- 1912: Russischer Orden der Heiligen Anna, 2. Klasse
- 1914: Goldenes Schwert für Tapferkeit
- 1915: Russischer Orden der Heiligen Anna, 2. Klasse mit Schwertern
- 1916: Russischer Orden des Heiligen Wladimir, 3. Klasse mit Schwertern

### Ausländische Ordensverleihungen
- 1886: Orden der Krone von Rumänien, 3. Klasse
- 1903: Ritter der Französischen Ehrenlegion
- 1905: Preußischer Rotadler-Orden
- 1905: Persischer Sonnen- und Löwenorden, 3. Klasse
- 1909: Mecklenburg-Schweriner Ehrenkreuz zum Greifenorden
- 1913: Stern von Rumänien, 2. Klasse
- 1913: Bulgarischer St. Alexander-Orden, 3. Klasse
- 1913: Serbischer Weiß-Adler-Orden